# Michael Dane Steele
Michael Dane Steele és un coronel retirat de l'exèrcit dels Estats Units. Va ser comandant de companyia del 3r Batalló, 75è Regiment de Rangers durant l'Operació Gothic Serpent a Somàlia, que va produir el famós llibre Black Hawk Down i la pel·lícula homònima, on va ser interpretat per l'actor Jason Isaacs. Apareix breument al documental I Am an American Soldier.
Va ser investigat per la seva participació en l'assassinat de tres iraquians desarmats en el marc de l'Operació Iron Triangle. Els quatre soldats acusats van testificar que Steele els havia instruït que "matessin tots els homes en edat militar". Steele va negar haver donar aquesta ordre; va rebre formalment una reprimenda, però finalment no va ser acusat.